# Вайнштейн, Илья Захарович
Илья Захарович Вайнштейн (3 июня 1902, Золотоноша, Полтавская губерния, Российская Империя — 20 июля 1984, Москва, СССР) — советский архитектор, специалист в области проектирования жилых зданий.

## Биография

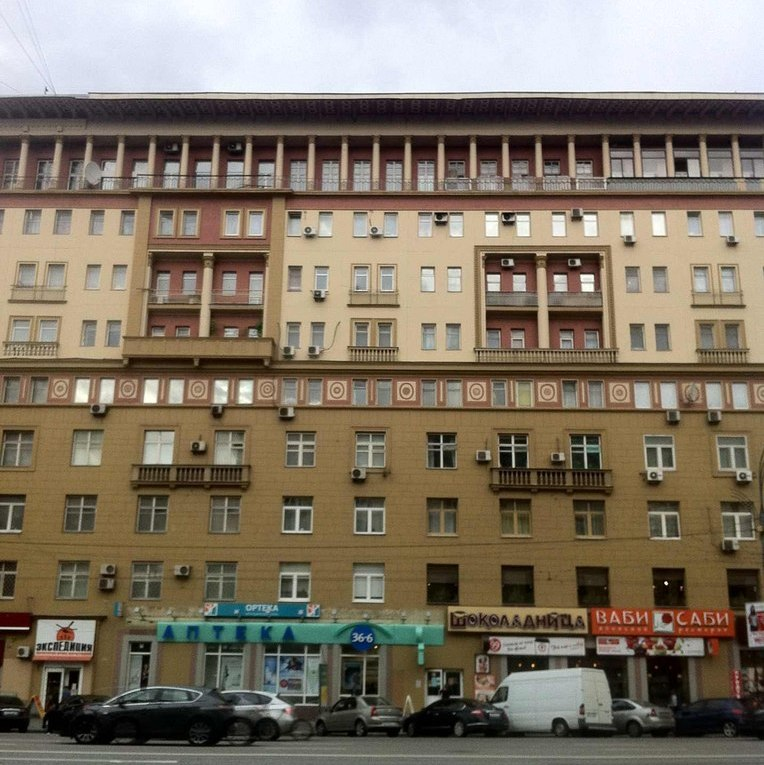
Жилой дом на Земляном Валу в Москве.

Родился 3 июня 1902 года в местечке Золотоноша Полтавской губернии в еврейской семье. Детство провёл на Украине. Мечтал стать художником.
Участвовал в Гражданской войне. Учился в Одесском художественном институте. В 1925 году перевёлся в Москву на третий курс ВХУТЕМАСа и в 1929 году окончил его. Во время учёбы вынужден был подрабатывать. Работал на стройке табельщиком, затем помощником десятника. Участвовал в строительстве Института Ленина
. С 1925 года работал в проектном бюро Мосстроя по строительству жилых домов в Москве. Был архитектором-конструктивистом, но в начале 1930-х обратился к сталинскому неоклассицизму.
Карьера архитектора Вайнштейна совпала с началом работ по реконструкции Москвы. В 1931 году он принял участие в конкурсе на лучший проект Дворца Советов, совместно с архитекторами Ю. М. Мушинским и Л. К. Комаровой. В 1932 году вступил в Союз архитекторов СССР. Один из главных проектов Вайнштейна — жилой дом для инженерно-технических работников на Земляном Валу (1935—1937), жилой дом на Садовой-Черногрязской улице (1950) и жилой дом на Фрунзенской набережной (1955).
В 1948 году опубликовал альбом деталей внутренней отделки зданий для архитектурных и строительных организаций. С начала 1960-х занимался проектированием жилых и общественных зданий для сельских населённых пунктов. Разработал серию типовых жилых домов для сельского строительства.
И. З. Вайнштейн в своих проектах уделял особое значение деталям и мелочам.
Он говорил:
Архитектор — организатор жизни. Если бы я мог знать, проектируя здание, кто будет населять каждую квартиру, кто будет подниматься по лестницам, открывать окна...
В 1972 году вышел на пенсию.
Жил в Москве в высотном здании на площади Красных ворот (Садовая-Спасская улица, 21). Умер в Москве 20 июля 1984 года. Похоронен в колумбарии Нового Донского кладбища.

## Избранные проекты и постройки
в Москве:
- Конкурсный проект Дворца Советов (1931)[8]
- Конкурсный проект Театра Красной Армии (1934, вместе с А. А. Кеслером)[9][10]
- Многоэтажные жилые дома на Земляном валу (1935—1937)[11][12][13]
- Многоэтажные жилые дома на Садовой-Черногрязской улице (1950)[14][15][16]